# Acropora grandis
Acropora grandis är en korallart som först beskrevs av Brook 1892.  Acropora grandis ingår i släktet Acropora och familjen Acroporidae. IUCN kategoriserar arten globalt som livskraftig. Inga underarter finns listade i Catalogue of Life.

## Bildgalleri

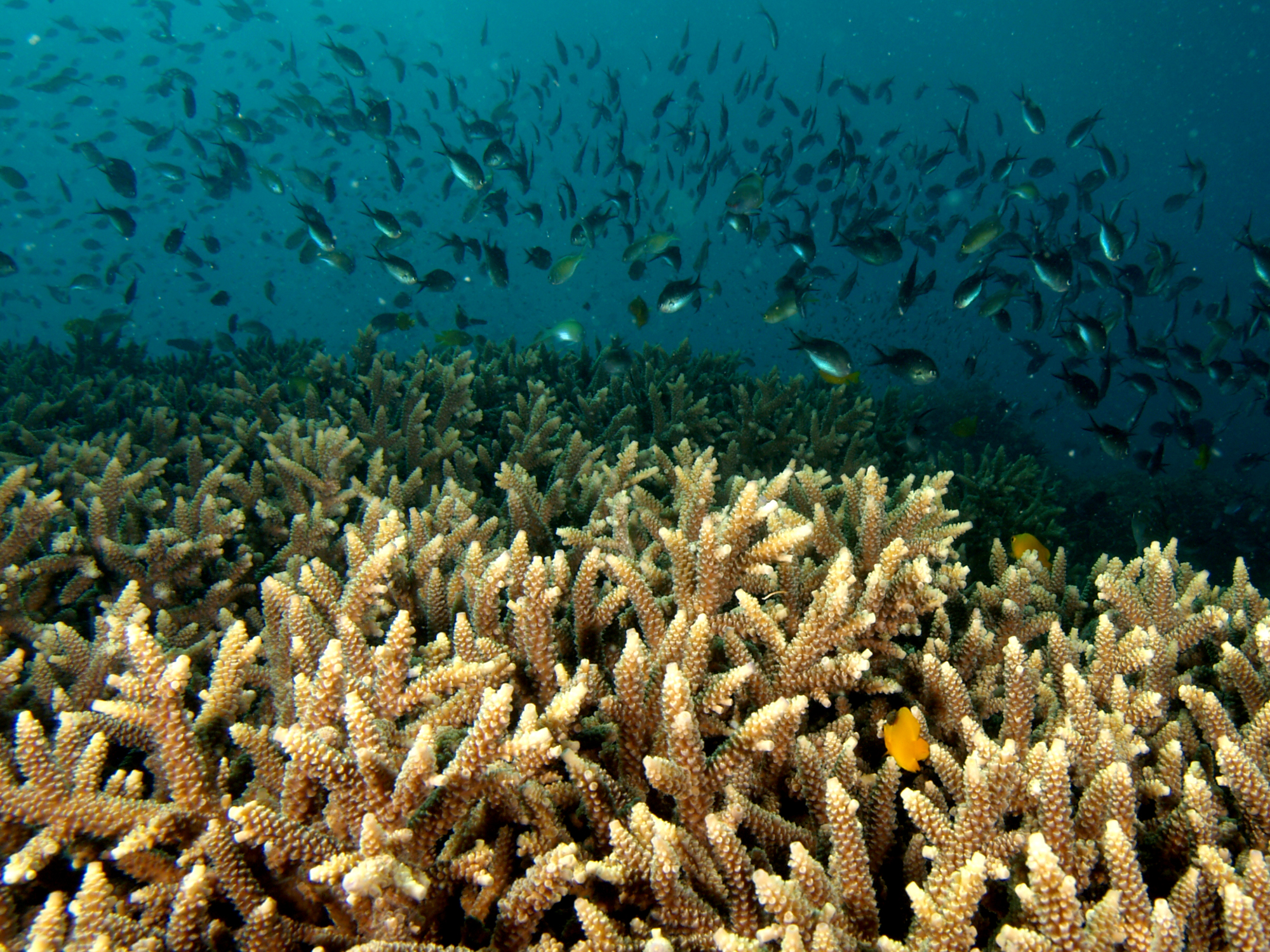
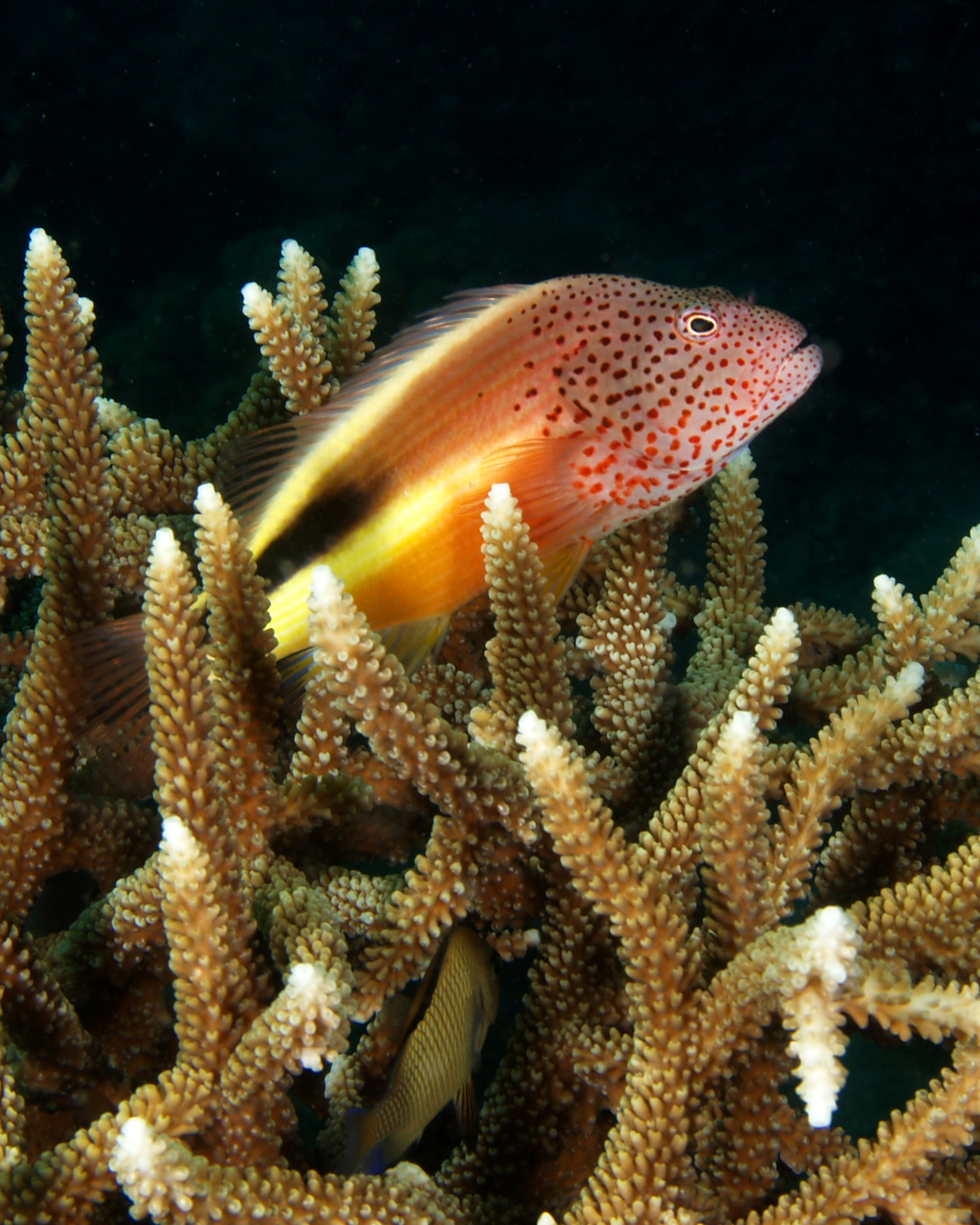